# أنغوس براندت
أنغوس براندت (بالإنجليزية: Angus Brandt) مواليد 28 أكتوبر 1989، هو لاعب كرة سلة أسترالي بدأ مسيرته الاحترافية في سنة 2014 يلعب في الدوري الأسترالي لكرة السلة ويحمل الرقم 12. يبلغ طوله 6 قدم 10 بوصة (2.1 م).

## روابط خارجية
- أنغوس براندت على موقع الاتحاد الدولي لكرة السلة (الإنجليزية)
- أنغوس براندت على موقع دوري كرة السلة الياباني للمحترفين (اليابانية)
- أنغوس براندت على موقع كرة السلة الأوروبية.كوم (الإنجليزية)
- أنغوس براندت على موقع كلية كرة السلة في سبورتس رفرنس.كوم (الإنجليزية)
- أنغوس براندت على موقع ريلجم (الإنجليزية)
- أنغوس براندت على موقع بروبوليرز (الإنجليزية)
- أنغوس براندت على موقع سبورتس رفرنس (الإنجليزية)